# Gerard Timmer
Gerard Timmer (Valburg, 28 september 1968) is een Nederlandse omroepbestuurder.

## Biografie
Timmer werd geboren in Valburg. Hij volgde opleidingen aan de mavo en de meao. Hij begon zijn carrière als cameraman bij Veronica. Later werd hij producent bij deze organisatie. In 1997 richtte hij, samen met Bart de Graaff, de omroep BNN op, waarvan hij tot 2005 ook voorzitter was. Timmer werd uitgeroepen tot Omroepman van het Jaar 2004.
In 2005 stapte hij over naar de radiozenders van SBS. In de zomer van 2007 keerde hij terug naar de publieke omroep als directeur tv-programmering van de NPO, een functie die na het opstappen van Ton F. van Dijk tijdelijk was waargenomen door oud- EO-directeur Ad de Boer.
In 2014 keerde Timmer weer terug bij BNN als algemeen directeur van de fusie-omroep BNNVARA, waarna Frans Klein zijn positie bij de NPO overnam.
Van 1 mei 2018 tot 14 maart 2024 was Gerard Timmer algemeen directeur van de Nederlandse Omroep Stichting, hij volgde hier Jan de Jong op. Hij legde zijn functie neer, nadat de Volkskrant meldde, dat hij signalen van wantoestanden bij BNNVARA had genegeerd gedurende zijn leiderschap. Volgens Timmer maakte het gewraakte artikel "...inbreuk op de geloofwaardigheid die nodig is om leiding te geven aan de noodzakelijke veranderingen waar de publieke omroep en de NOS voor staan...".